# 1927 Suvanto
1927 Suvanto eller 1936 FP är en asteroid i huvudbältet som upptäcktes den 18 mars 1936 av den finske astronomen Rafael Suvanto vid Storheikkilä observatorium. Den har fått sitt namn efter sin upptäckare.
Asteroiden har en diameter på ungefär 11 kilometer och den tillhör asteroidgruppen Eunomia.